# SERENDIP
SERENDIP är en akronym för Search for Extraterrestrial Radio Emissions from Nearby Developed Intelligent Populations, alltså sökandet efter utomjordiska radiosignaler från näraliggande intelligenta samhällen. Namnet är en anspelning på ordet serendipitet, som myntades av Horace Walpole, och innebär att man av en slump gör en lyckosam upptäckt. Tanken med SERENDIP är alltså att man genom att övervaka rymden av en slump ska råka snappa upp en signal som kommer från en utomjordisk civilisation.